# University Corporation for Atmospheric Research
La University Corporation for Atmospheric Research (UCAR) est une corporation sans but lucratif fondée en 1959 par des institutions de recherche avec programme de doctorat en sciences de l'atmosphère et domaines connexes. UCAR fut mis sur pied pour augmenter le potentiel informatique et observationnel au-delà de ce qu'aucune université ne pouvait faire individuellement. 
UCAR poursuit son œuvre grâce à deux instituts distincts : le centre de recherche National Center for Atmospheric Research (NCAR) et le bureau des programmes de UCAR (Office of Programs ou UOP). UOP fournit en temps réel des données météorologiques aux collèges et universités américaines pour leurs cours et leurs recherches. UOP organise également des missions de recherches aux quatre coins du monde et a son propre programme de formation appelé COMET. 
Les contributeurs principaux au budget de UCAR sont la Fondation nationale pour la science (NSF), le National Oceanic and Atmospheric Administration (NOAA), la National Aeronautics and Space Administration (NASA), le département de la Défense américaine, le Federal Aviation Administration (FAA), le département de l'Énergie, la Environmental Protection Agency (EPA), certaines autres agences et organisations.